# Ulaid

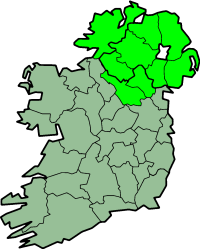
Ulaid, dans la zone verte.

Les Ulaid (pron. /'ʊləɣ′/) étaient un peuple du nord-est de l'Irlande primitive, qui donna son nom à la province moderne d'Ulster : en irlandais moderne Cúige Uladh (pron. /'kuːiɡə 'ʊləɣ/), « Province des Ulaid ». Le nom moderne d'Ulster provient de Ulaid suivi du vieux norrois stadr, « lieu » ou « territoire ». La forme première de ce nom a été reconstruite en  *Uluti, venant de ul, « barbe », et elle apparaît en Volunti ou Voluntii dans la Géographie de Ptolémée du IIe siècle.

## Historique
T. F. O'Rahilly pensait que les Ulaid étaient une branche des Érainn. Leur dynastie régnante prétendait descendre du roi légendaire Rudraige.
Le Cycle d'Ulster de la Mythologie celtique irlandaise concerne les héros des Ulaid et leurs guerres contre les Connachta. Ces légendes se passent au temps du Christ, ce qui crée un anachronisme évident : les Connachta prétendent descendre traditionnellement de Conn Cétchathach, qui est supposé avoir vécu plusieurs siècles plus tard. Des récits ultérieurs utilisent le nom de Cóiced Ol nEchmacht comme nom primitif de la province pour contourner ce problème. Mais la chronologie de la tradition historique de l'Irlande primitive a été bâtie artificiellement par des moines, afin de synchroniser les traditions indigènes avec l'histoire biblique, et il est possible que ces guerres entre les Ulaid et les Connachta aient été déplacées pour satisfaire la chronologie.
La capitale des Ulaid était traditionnellement située à Navan Fort, (en irlandais Eamhain Mhacha) près d'Armagh. À leur apogée, leur territoire s'étendait dans le sud jusqu'à la Boyne, et vers l'ouest jusqu'au comté de Leitrim. Au début de l'ère chrétienne, les Uí Néill du nord, une branche des Connachta repoussèrent les Ulaid dans l'est du comté de Down. Les Ulaid prirent alors les noms de Dál Fiatach et de Dál nAraidi.
Selon les Annales des quatre maîtres, l'affaiblissement des Ulaid commença en 331, quand les Colla Uais battit leur roi Fergus Foga à la bataille de Achaidh Leithdeircc dans le comté de Monaghan. Ils s'emparèrent de toutes leurs terres à l'ouest de la rivière Newry et du Lough Neagh, et incendièrent Emain Macha. Emain fut alors abandonnée, et Fergus Foga fut le dernier roi Ulaid à y régner.
Les Dál Fiatach résistèrent comme rois d'Ulster aux attaques ultérieures des Uí Néill, et, basés à Downpatrick, ils gouvernaient toujours leur partie du comté de Down, lorsqu'ils furent submergés par les Normands en 1177. Ceux-ci fondèrent un éphémère comté d'Ulster, qui fut lui-même supplanté par les O'Neill de Clandeboye à partir de 1333. Le premier O'Neill roi d'Ulster fut proclamé en 1364.